# Jugueiros

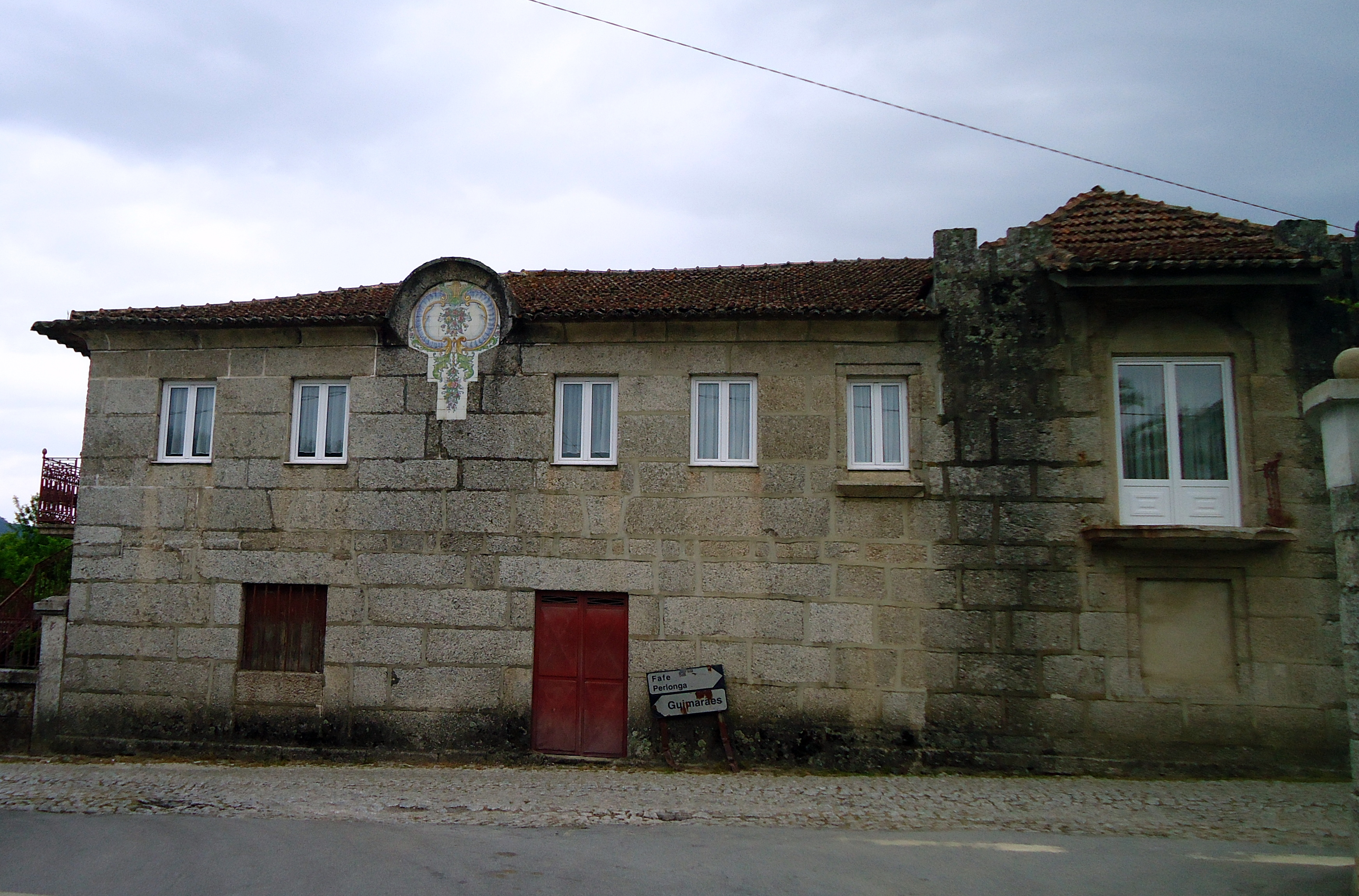
Casa do Dr. Moreira Sampaio

Jugueiros é uma povoação portuguesa sede da Freguesia de Jugueiros do Município de Felgueiras, freguesia com 7,45 km² de área e 1220 habitantes (censo de 2021), tendo, por isso, uma densidade populacional de 163,8 hab./km².

## Localização

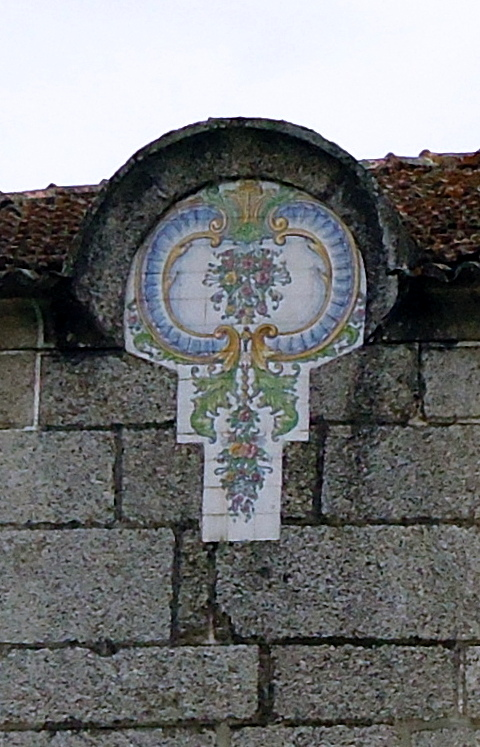
Pormenor da Casa do Dr. Moreira Sampaio

Localizada a norte do seu município e do seu distrito, faz fronteira com Fareja, Armil e S. Martinho de Silvares, do Município de Fafe, Serzedo, do Município de Guimarães, e ainda com Pombeiro e Sendim, estas também do Município de Felgueiras.

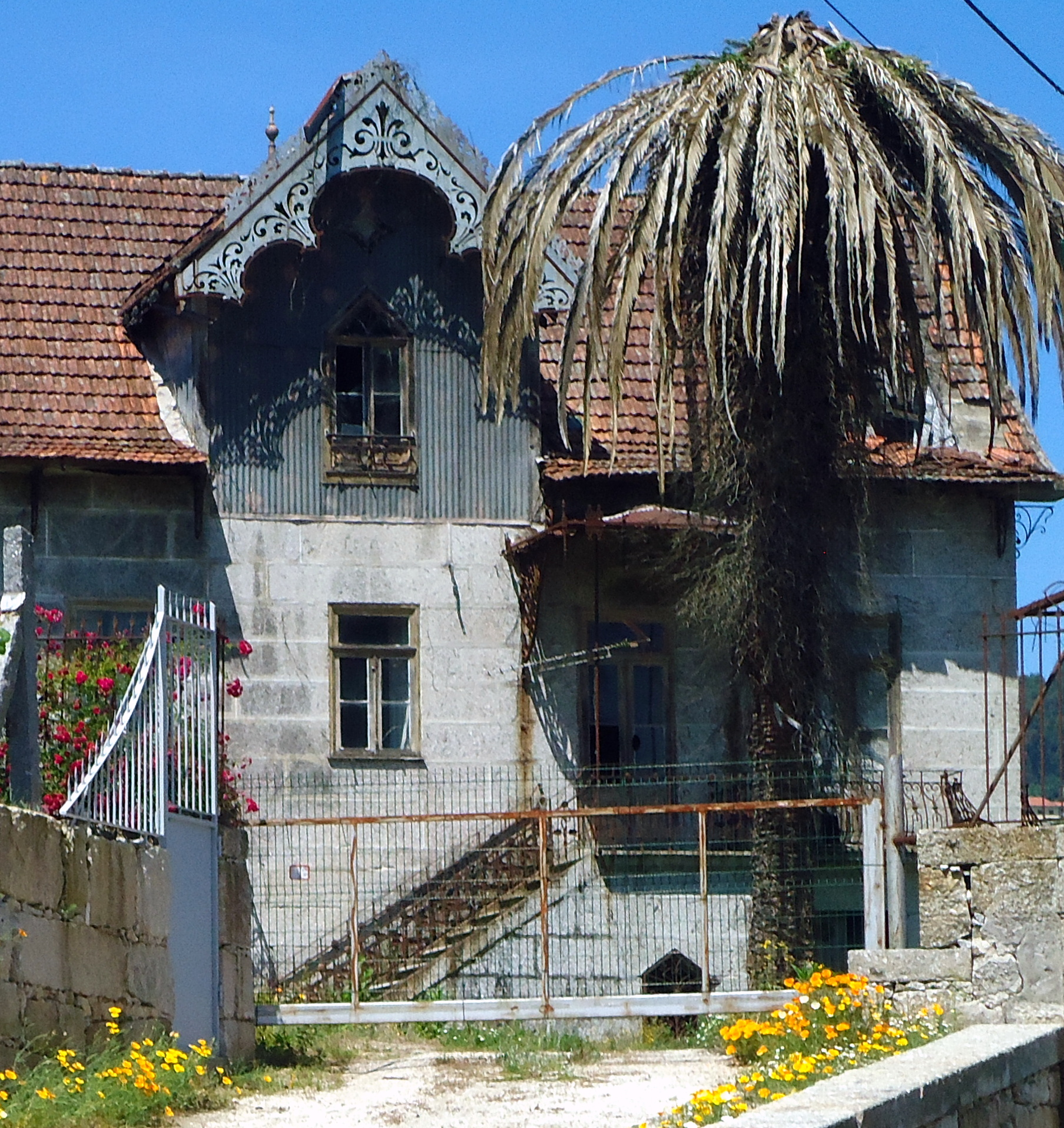
Casa da Vista Alegre

## Descrição geral

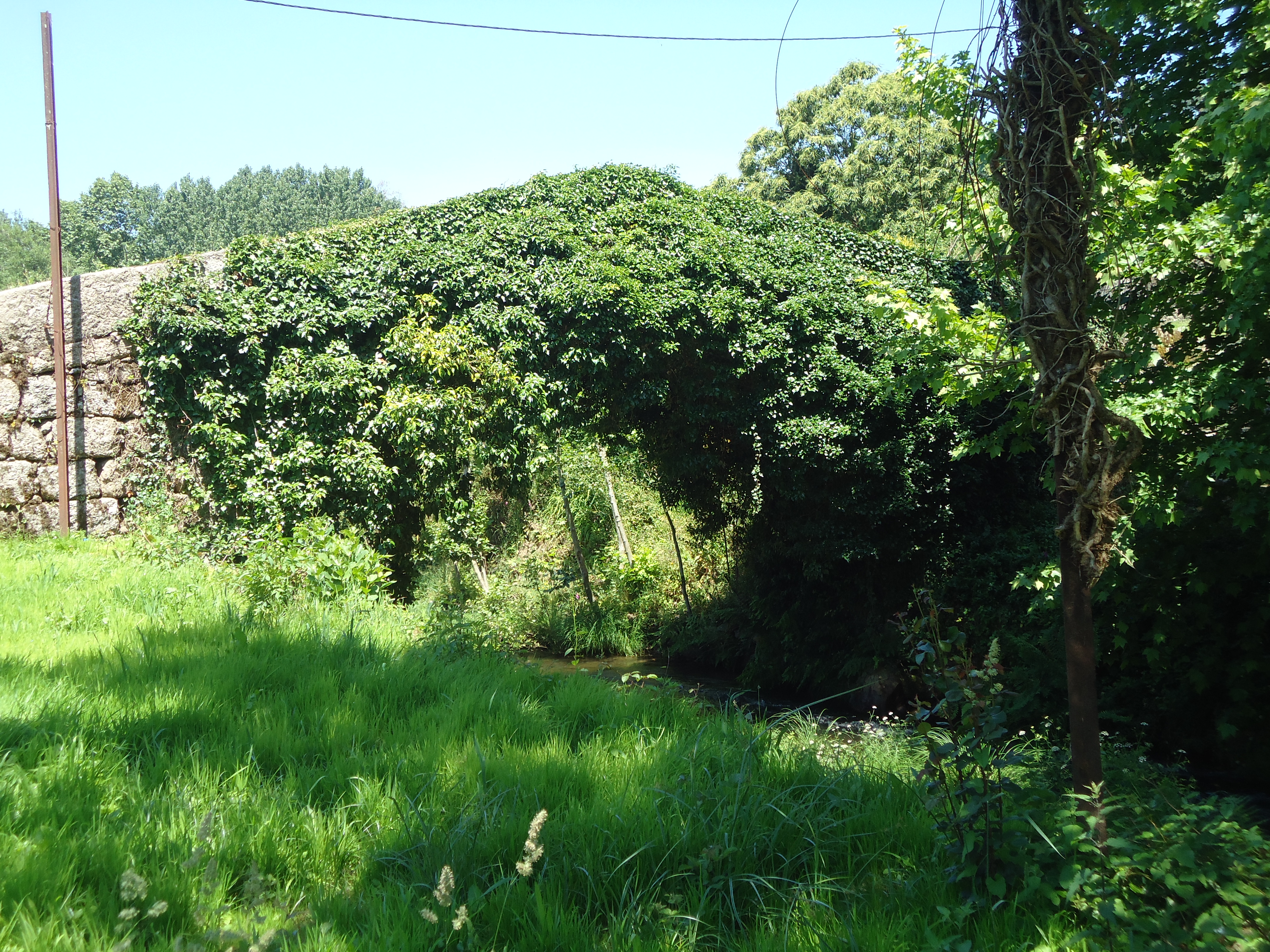
Felgueiras Jugueiros Ponte Medieval

É uma freguesia conhecida pelos seu vasto património arquitectónico, onde sobressaem as suas capelas, nomeadamente a Capela do Assento, a Capela de São João, a Capela da Viacova e a Capela da Casa de Queijus, tocando ainda os seus limites com a Capela de São Salvador. Apresenta ainda um conjunto de edifícios residenciais que reflectem  influência arquitectónica da vaga emigratória para o Brasil no século XIX, como são exemplo a Casa da Vista Alegre, a casa da Igreja (actual Creche Rosas Amorim), entre muitas outras. 
São também os moinhos aqui existentes um vasto património a ter em conta. 
São muito afamadas as suas festas em honra de Santa Águeda e Nossa Senhora da Paz, realizadas anualmente no último fim de semana de Agosto e que inclui uma secular feira de gado. 

## Demografia
A população registada nos censos foi:
| Distribuição da População por Grupos Etários | Distribuição da População por Grupos Etários | Distribuição da População por Grupos Etários | Distribuição da População por Grupos Etários | Distribuição da População por Grupos Etários |
| -------------------------------------------- | -------------------------------------------- | -------------------------------------------- | -------------------------------------------- | -------------------------------------------- |
| Ano                                          | 0-14 Anos                                    | 15-24 Anos                                   | 25-64 Anos                                   | > 65 Anos                                    |
| 2001                                         | 394                                          | 217                                          | 761                                          | 159                                          |
| 2011                                         | 235                                          | 188                                          | 680                                          | 200                                          |
| 2021                                         | 148                                          | 172                                          | 686                                          | 214                                          |

## Património histórico[5]
- Ponte Medieval do Arco de S. João

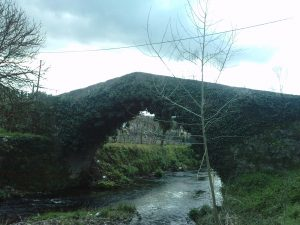
Ponte Medieval de Travassós

- Via Medieval Arco de S. João-Travassós
- Ponte Medieval de Travassós

## Património natural
Sendo esta uma freguesia banhada por três linhas de água, nomeadamente o Rio Bugio, o Rio Ferro e o Rio Vizela, apresenta características de vale, verdejante e com uma fauna diversa, com destaque para a importante toupeira de água, raposa, inúmeros peixes e morcegos, inúmeras espécies da avifauna como a garça-real, cuco, pica-pau verde, mocho galego, águia-de-asa-redonda, etc., e espécies da flora como as dedaleiras, pascoinhas (Primula acaulis), Crocus, Narcissus, Lírio-dos-pântanos, loureiro, salgueiros, amieiros, choupos, padreiro, carvalho-alvarinho, aveleira entre muitas outras.